# Vila mariana
Vila mariana är en fjärilsart som beskrevs av Bates 1865. Vila mariana ingår i släktet Vila och familjen praktfjärilar. Inga underarter finns listade i Catalogue of Life.